# Jiří Traxler
Jiří (George) Traxler (12. března 1912 Tábor – 7. srpna 2011 Edmonton) byl český pianista, skladatel, textař a hudební aranžér, muzikant-současník Jaroslava Ježka. Žil s manželkou Jarmilou v Edmontonu, hlavním městě kanadské provincie Alberta.

## Život
Hudební základy získal v Hudebním ústavu v Táboře (od roku 1930 nese ústav jméno Oskara Nedbala) a své nadání uplatnil již jako středoškolák – hrál v tanečním orchestru svého staršího bratra Josefa „The Red Ace Players“. Po maturitě na místním gymnáziu začal, ale nedokončil studium práv a plně se věnoval hudbě.

## Pianista, skladatel, textař a aranžér

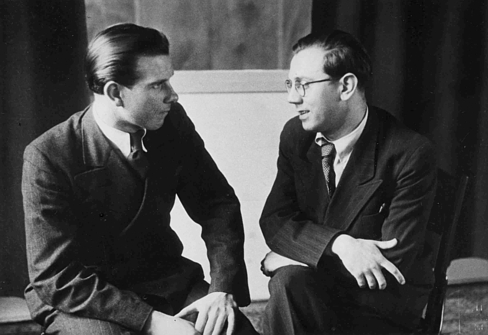
Jiří Traxler s Jaroslavem Ježkem – Studio Ultraphon 21.4.1938

V letech 1935–1937 působil v Praze v jazzovém Orchestru Gramoklubu, který na značce Ultraphon v roce 1936 nahrál sérii snímků – mezi nimi jeho dvě skladby (Feelin´ low a Short story). Oficiálně se stal skladatelem v roce 1937 přijetím do Ochranného svazu autorského (OSA –). Pro Swing Band Jaroslava Ježka napsal v roce 1938 čtyři jazzové skladby, z nichž první dvě (Full Moon's Music a Noisy Serenade) Ježek nahrál na zn. Ultraphon a druhé dvě (Roaring in F a Blues) uvedl v pražském rozhlase (1938); notový materiál ke všem se ztratil. K Ježkem nabízené spolupráci v aranžování již nedošlo, před německou okupací Jaroslav Ježek včas v lednu 1939 emigroval do USA.
Jako profesionální pianista pracoval se soubory Blue Music (1938–1939) a Elit Club (1942); jako hudební skladatel moderní taneční hudby začal (1938) v nejstarším pražském nakladatelství Mojmíra Urbánka; za rok podepsal pětiletou smlouvu s nakladatelstvím populárního zpěváka a kapelníka R. A. Dvorského, s jehož orchestrem získal přístup do studií Ultraphon a pražského rozhlasu i na koncertní pódia skoro všech větších měst v Čechách a na Moravě. Souběžně spolupracoval s orchestrem R. A. Dvorského jako aranžér, textař, překladatel a později také jako konferenciér rozhlasových a koncertních pořadů. Po vypršení smlouvy s Dvorským (1944) se vrátil k Urbánkovi, ale nová pětiletá smlouva skončila předčasně po únoru 1948 znárodněním soukromých nakladatelství.

## Dílo
Po přechodu od jazzových „orchestrálek“ k moderní taneční hudbě a swingu a po skončení svazku s prvotním textařem Karlem Kozlem si Traxler začal texty psát sám; nejprve na vlastní písně, později i na skladby jiných autorů. Přeložil a otextoval řadu amerických hitů, které se zpívaly i později za komunistického režimu, ovšem ne pod jeho jménem. Na jejich natáčení na gramodesky – zn. Ultraphon se s R. A. Dvorským podílel do značné míry Karel Vlach; pro firmu Esta natáčely orchestry J. Maliny, E. Ludvíka, J. Maudra a S. E. Nováčka.

### Pro film
- společně s Kamilem Běhounkem hudbu pro první českou „crazy comedy“[4] Eva tropí hlouposti (1938)
- pro film Za tichých nocí (1941) jazzově přepracoval tři skladby Rudolfa Frimla (v té době žijícího v USA)
- na návrh Lucernafilmu (majitel Miloš Havel) dodal spolu s Josefem Stelibským hudbu a texty k filmu Sobota (1944).
- jako herec se objevil v dokumentárních televizních filmech Malované děti (1974) a Poslední mohykán (2009).

### Pro divadlo
- ještě jako student práv napsal hudbu a písňové texty pro hru Hledá se zlato
- jako autorský tým s přítelem Petrem Karešem (pseudonym hoteliéra Karla Šroubka ml.) napsal muzikál Tak jako v nebi (1947)
- a přesto, že už byl v nemilosti režimu, na výzvu vedení karlínského „Divadla umění lidu“[5] složil hudbu k polské komedii Moje žena Penelopa (1949). Po úspěšné premiéře byla tato produkce hned druhý den na přímý zásah ministra informací Kopeckého z politických důvodů zakázána a týden poté (29. prosince 1949) ilegálně opustil Československo.

Do té doby – během patnácti let – zahrnuje jeho tvorba 120 titulů vydaných na gramodeskách, tiskem nebo v obou formátech. Nejsou zde započteny skladby pro 3 divadelní produkce a pro klavírní album s 12 písněmi (vydané ve Švýcarsku a které po neshodě s nakladatelstvím autor neschválil pro prodej). Celkový počet skladeb činí 200.

## Odchod za moře

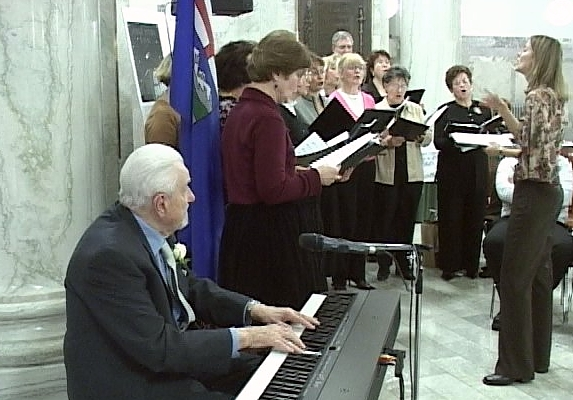
Jiří Traxler doprovází sbor při vystoupení v Edmontonu 10. března 2007

V NSR prožil nečinně půl roku v uprchlickém táboře Valka blízko Norimberku, přesto zorganizoval čtyřčlenné combo (akordeon, tenorsaxofon, kytara, kontrabas) s kterým hrál pro americké vojáky v jejich blízké základně Vielseck. Pro taneční orchestr hesenského rozhlasu ve Frankfurtu nad Mohanem napsal dvě aranžmá, ale nabídku dirigenta a ředitele oddělení zábavné hudby Willyho Berkinga na místo stálého aranžéra nepřijal. V té době – díky znalosti angličtiny a němčiny – byl už zaměstnán u Internacional Refugee Organisation (IRO) a také plánoval vlastní odchod do Kanady. Po plavbě přes Atlantik přistál 1. dubna 1951 v Halifaxu a téhož dne odjel za přítelem – sponzorem, nájemcem motelu a restaurace Rideau Glen Lodge u Ottawy. Zde pracoval přes den jako recepční, vyřizoval korespondenci a večer hrál v restauraci na klavír; seznámil se s vídeňskou Češkou, též emigrantkou Jarmilou a spolu koncem léta odjeli do Montrealu (provincie Quebec), kde v říjnu 1951 uzavřeli sňatek.
Pokusy uspět v hudbě v nové zemi se nedařily a po krátkém působení jako externista v CBC (Canadian Broadcasting Corporation) využil Traxler své dosud zanedbávané schopnosti kreslit a dostal místo technického ilustrátora u letecké firmy Canadair Ltd. (nyní Bombardier), kde úspěšně pracoval téměř 25 let (1952–1976). Po odchodu do penze žil s manželkou na chatě v kopcích severně od města v tzv. Sokolském údolí, v roce 1995 se přestěhovali na západ – do Edmontonu. Měli dvě dcery, narozené v Kanadě, a dva vnuky.
Své 95. narozeniny oslavil hrou na elektrické piáno v aule albertského parlamentu v Edmontonu.

## Citát
| „                | I do pozdního věku zůstával velkým frajerem. Při oslavě 95. narozenin se jej zeptali, jestli by chtěl vrátit mládí. Odpověděl: "Jo, chtěl bych, aby mi bylo tak 80, protože to jsem mohl ještě lyžovat a pít víno"... Dodnes mi zní v uších jeho mladistvý hlas a zvolání, kterým končíval naše telefonáty: "Tak Ondřeji, zase někdy, a swing high!" | “ |
| — Ondřej Havelka | |   |

## Připomínání
- V roce 1980 vyšly v kanadském exilovém nakladatelství manželů Škvoreckých '68 Publishers Traxlerovy paměti „Já nic, já muzikant“ a v roce 1994 v pražském Magnet Pressu.
- Za výrazné spolupráce členů Československé společnosti pro vědu a umění (SVU) v Edmontonu (Kanada) byla vydána 1.12.2008 nová kniha Jiřího Traxlera s názvem: Já nic, já muzikant… na penzi-Literární etudy jazzového mohykána. Nakladatel: IFP Publishing; ISBN 978-80-903997-4-7 EAN: 9788090399747; Formát: 160 stran, 19x13cm, česky, vázaná vazba; Rok vydání: 2008 (1.vydání).
- Jeho nejúspěšnější písně: Hádej, hádej; Jedu nocí; Soumrak; Padají hvězdy z nebe; Bloudění v rytmu a pozdější Nám to nevadí a Bílé mraky nahrály: bigbandy pražského, brněnského a ostravského rozhlasu, Klikarův OPSO – Originální Pražský Synkopický Orchestr, soubor Gustava Broma, Swingband Ferdinanda Havlíka, Pražský swingový Orchestr J. Matouška a Melody Makers O. Havelky. V roce 1996 Sestry Havelkovy nazpívaly Traxlerovo profilové CD Bláznivý den, do svého repertoáru zařadil jeho písně také vokální kvartet The Swings a jeho hudba zazněla v českém filmu Obecná škola (1991).
- Zpěvák Karel Černoch řekl: (19. 1. 2007 v rádiu Impuls): „Legendou naší populární hudby, když se to vezme kolem a kolem, je muž, který se jmenuje Jiří Traxler. Je to jediný žijící současník Jaroslava Ježka. Žije v Edmontonu a já jsem se s ním v loňském roce setkal a dělal jsem s ním rozhovor. A teď mám filmový materiál, který bych chtěl zpracovat do jakéhosi dokumentu a chtěl bych, aby si národ uvědomil, že nejen současnou populární hudbou živ je člověk, ale že tu také máme velké legendy. Tomu pánovi bude letos 95 let a je to komunikativní člověk, který skvěle mluví česky. Je to také historicky zajímavá osobnost, protože to je muzikant, který začínal v ‚pravěku‘. Tak jsem si řekl, že bychom mu měli pomoci udělat dokument.“
- Na motivy života a díla Jiřího Traxlera napsali Martin Vačkář a Ondřej Havelka hudební komedii „V rytmu swingu buší srdce mé“, kterou uvádělo Národní divadlo (premiéra 10. září 2015, derniéra 27. ledna 2019). V roli Jiřího Traxlera vystupoval Igor Orozovič, režii měl Ondřej Havelka. V inscenaci se uplatnil živě rovněž Orchestr Melody Makers Ondřeje Havelky a zazněla zde řada hudebních děl Jiřího Traxlera, mj. Bílé mraky, Opona padá, Potkal jsem svůj sen, Jedu nocí, aj. [7]

## Vyznamenání
- V roce 2006 mu byla udělena Masarykova cena, kterou jsou vyznamenáváni významní občané českého původu žijící v zahraničí. Cenu uděluje České a slovenské sdružení v Kanadě.
- V roce 2009 – k 90. výročí vzniku pražského Ochranného svaz autorského (OSA) obdržel Jiří Traxler ocenění „Za přínos české hudbě“. Součástí ceny je soška, která představuje múzu.
- Na Mezinárodním festivalu dokumentárních filmů v italském Turínu 2009 získal – v hudebním žánru – dokument Ondřeje Havelky s názvem Poslední Mohykán zvláštní cenu i uznání poroty. Filmu ukazuje českou historii 20. století z neobvyklého pohledu jazzového hudebníka; přináší výrazovou lehkost i do nejtemnějších momentů historie a přitom přesvědčivě revokuje dobový swingový styl. Dokument je portrétem 96letého českého swingového skladatele Jiřího Traxlera, jednoho z posledních svědků předválečné československé hudby.

## Hodnocení odborníků
- PhDr. I. Poledňák a Z. Mácha v průvodním textu dvojdesky Český jazz 1920–1960: „Ellingtonovsky laděný snímek Feelin´ low patří… k nejpozoruhodnějším snímkům naší jazzové historie…“
- PhDr. L. Dorůžka a PhDr. Ivan Poledňák v knize Československý jazz: „Pro orchestr Gramoklubu ovšem napsal Traxler několik pozoruhodných skladeb a aranžmá, např. Roaming in F a hlavně Feelin´ low, které náleží k tomu nejpozoruhodnějšímu, čím se může chlubit náš jazz mezi dvěma válkami.“
- PhDr. Josef Kotek, CSc., v Encyklopedii jazzu a moderní populární hudby: „K sympatickému rysu intelektuální přemýšlivosti a k všestranné vyjadřovací jistotě se u Traxlera vázala jistá tvůrčí noblesa a zároveň lehký opar poetičnosti. To uchránilo kvantitativně širokou Traxlerovu tvorbu před banalitami a vtisklo jí pečeť solidního standardu, nejednou i trvaleji platného nadprůměru.“